# Маттія Монтіні
Маттія Монтіні (італ. Mattia Montini, нар. 28 лютого 1992, Фрозіноне) — італійський футболіст, нападник клубу «Фермана». Відомий за виступами в низці італійських клубів, а також за клуби «Астра», «Відзев» та «Динамо» (Бухарест), а також у складі юнацької збірної Італії.

## Клубна кар'єра
Маттія Монтіні народився 1992 року в місті Фрозіноне. Розпочав займатися футболом у школі клубу «Рома». У дорослому футболі дебютував 2011 року виступами за команду «Беневенто», в якій грав до 2013 року, взявши участь у 19 матчах чемпіонату. Проте молодий футболіст на той час не пробився до основи команди, тому протягом більшого часу наступні два роки він грав у оренді в клубах «Феральпісало», «Читтаделла», «Юве Стабія» й «Ареццо».
У 2015 році Монтіні став гравцем команди «Про Патрія», в якій грав до наступного року, після чого став гравцем клубу «Монополі», в якому грав до 2017 року. У 2017 році футболіст перейшов до клубу «Барі», проте в цьому клубі так і не зіграв, оскільки керівництво клубу відразу відправило його в оренду до клубу «Ліворно», де Монтіні грав до 2018 року.
У 2018 році Маттія Монтіні став гравцем румунського клубу «Динамо» з Бухареста. У складі бухарестського «Динамо» італійський нападник був одним з головних бомбардирів команди, відзначившись 17 забитими м'ячами в 40 зіграних матчах чемпіонату. У 2020 році італієць перейшов до іншого румунського клубу «Астра» (Джурджу), в якому грав до 2021 року. У другій половині 2021 року Монтіні перейшов до польського клубу «Відзев», проте в його складі зіграв лише 9 матчів за сезон.
На початку сезону 2022—2023 Маттія Монтіні повернувся на батьківщину, де знову став гравцем клубу «Монополі». Проте на початку 2023 року він пішов у оренду до клубу «Черіньйола», а з середини 2023 року став гравцем клубу «Фермана» на правах постійного контракту.

## Виступи за збірну
У 2011 року Маттія Монтіні дебютував у складі юнацької збірної Італії віком до 20 років, але зіграв у її складі лише 1 матч, після чого до збірних країни не залучався.